# Joseph-Antoine Bell
Pour les articles homonymes, voir Bell.
Joseph-Antoine Bell est un footballeur professionnel camerounais, né le 8 octobre 1954 à Mouandé (Cameroun, Région du Littoral) et qui évoluait au poste de gardien de but.

## Biographie

### Parcours Professionnel
Il joue d'abord en Afrique (l'Eclair de Douala, Oryx de Douala, Prison's de Buea,l'Union sportive de Douala, Africa Sports d'Abidjan, Al Mokawloon Al Arab du Caire), avant d'arriver dans le championnant français. Il débarque à l'Olympique de Marseille à l'âge de 31 ans. Il reste 3 ans à Marseille avant de filer à Toulon pour une seule année. 
Par la suite, il va jouer à Bordeaux. Il arrive à Bordeaux à 35 ans avec une mission : remplacer Dominique Dropsy, ce qui est chose faite avec la 2e place des Girondins en 1989-1990. Mais l'année suivante est difficile pour son club qui se voit rétrogradé en D2.
En 1991, il quitte Bordeaux pour Saint-Étienne où il termine sa carrière à l'âge de 40 ans.
Il est invité en janvier 1988 au Jubilé Roger-Milla sans son rival de toujours, Thomas N'Kono.
Joseph-Antoine Bell ne fait pas partie de l'équipe camerounaise lors du Mondial 1990 en Italie pour des raisons disciplinaires, où les Lions indomptables atteignirent les quarts de finale.

### Divers
Joseph Antoine Bell est victime d'actes racistes à son retour au Stade Vélodrome de Marseille lors de la saison 1989/1990 avec le maillot de Bordeaux. Pendant toute la rencontre, des bananes sont lancées en sa direction depuis les tribunes par certains supporters marseillais. Ce scandale révèle au grand jour la montée du racisme dans les stades français à la fin des années 80 et incite par la suite les responsables des clubs français à se pencher sérieusement sur ce problème pour y remédier.

## Reconversion
Actuellement Joseph-Antoine Bell est consultant pour Africa 24 et RFI.
Joseph-Antoine Bell est actuellement Président de l'ONIES (Office National des Infrastructures et Équipements Sportifs du Cameroun), dont la principale mission est d’expertiser l’entretien, la maintenance, l’exploitation, la sécurisation, le développement et la pérennisation, des infrastructures et équipements sportifs publics.

## Palmarès

### En club
- Vainqueur de la Coupe d'Afrique des Clubs Champions en 1979 avec l'Union Douala.
- Vainqueur de la Coupe d'Afrique des Vainqueurs de Coupe en 1983 avec l'Al Moqaouloun al-Arab.
- Champion du Cameroun en 1976 et en 1978 avec l'Union Douala
- Champion d'Égypte en 1983 avec l'Al Moqaouloun al-Arab.
- Champion de Côte d'Ivoire en 1982 avec Africa Sport d'Abidjan .
- vainqueur de la coupe Félix Houphouët Boigny en 1982 avec Africa sport d'Abidjan.
- Vainqueur de la Coupe de Côte d'Ivoire en 1982 avec Africa Sport d'Abidjan.
- Vice-champion de France en 1987 avec l'Olympique de Marseille et en 1990 avec les Girondins de Bordeaux.
- Finaliste de la Coupe de France en 1986 et en 1987 avec l'Olympique de Marseille.
- Ballon d'Or camerounais 1979.
- Meilleur gardien du championnat de France en 1986 ,1987 ,1988.

### EnÉquipe du Cameroun
- 50 sélections entre 1976 et 1994
- Vainqueur de la Coupe d'Afrique des nations en 1984 et en 1988
- Meilleur gardien de la can 1984 .